# Экс (остров)
Экс, или Иль-д’Экс (фр. Île-d'Aix) — остров в Атлантическом океане, находится в заливе Пертюи д'Антиош у западного побережья Франции, недалеко от города Ла-Рошель и устья реки Шаранта. Население острова насчитывает всего 227 человек (по данным 2009 г). Максимальная длина острова — 3 км, ширина — 600 м; площадь — около 1,2 км² (300 акров).

## Фортификационные сооружения

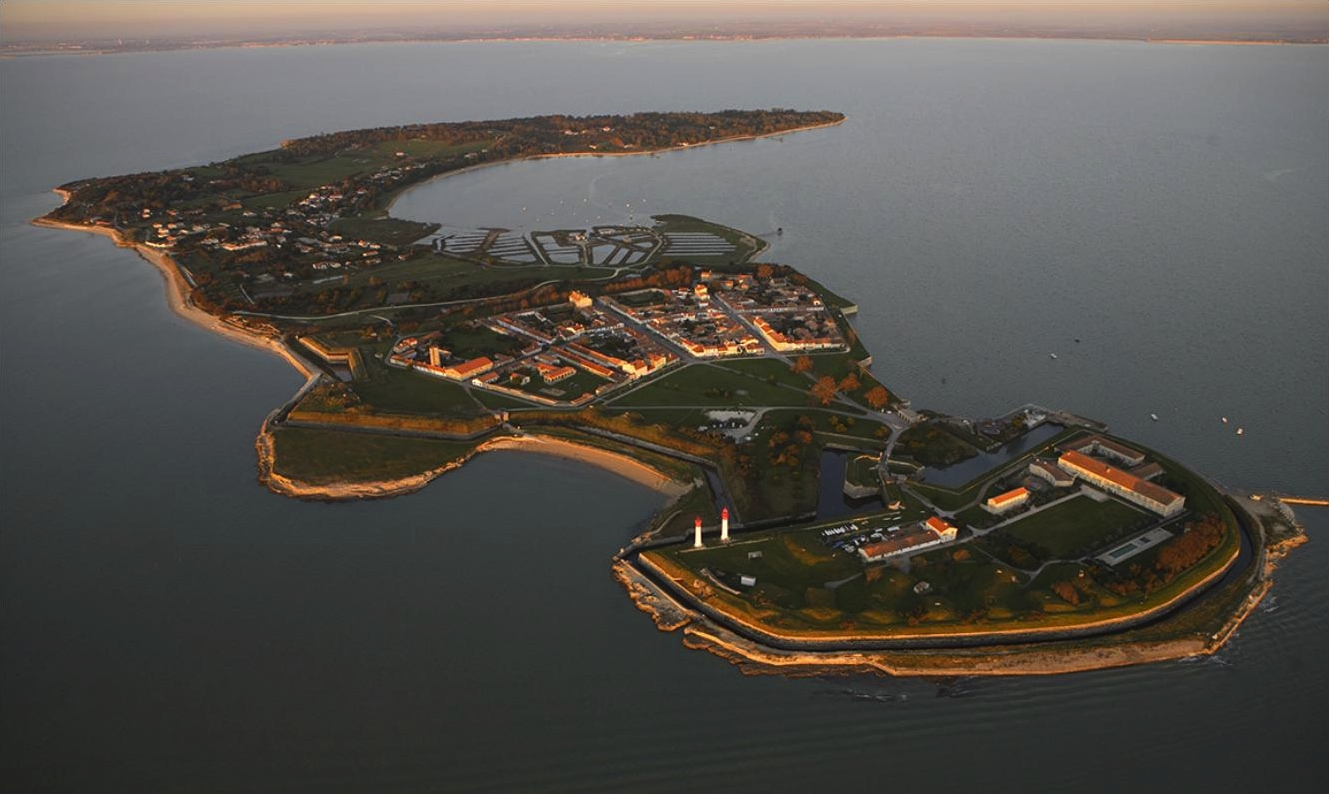
Иль-д’Экс

На острове много фортификационных сооружений, большая часть которых была построена во времена Людовика XVI. В южной части располагается форт де-ля-Рад (Fort de la Rade) и две башни маяка, в северной — форт Льедо (Fort Liédot). К юго-западу от острова Экс, в проливе, отделяющем его от острова Олерон, расположен форт Байяр, а к юго-востоку — форт Энет.

## История
В ходе Столетней войны остров переходил под контроль Англии примерно на 15 лет. В апреле 1809 года в ходе Наполеоновских войн у острова произошло морское сражение, в котором англичане под предводительством Томаса Кохрейна посадили на мель почти все (кроме двух) французские суда, базировавшиеся в этой части Бискайского залива. Здесь же в 1815 году Наполеон I сдался командиру английского судна, отвезшего его на остров Святой Елены. Во времена Наполеона на острове жили несколько тысяч человек, однако с утратой военного значения он был превращён в тюрьму. В ходе Первой мировой войны на острове размещалось около 1500 человек, включая гарнизон и военнопленных.

## Туризм
Остров является популярным местом во Франции для туристических поездок в течение летних месяцев. На остров ходит паром по несколько раз в день круглый год.